# Fiskerätt
Fiskerätt avser rätt att fiska fisk, vattenlevande blötdjur och kräftdjur, och kan vara allmän eller enskild.

## Fiskerätt i Sverige
Från Gustav Vasas tid var fisket i Sverige en del av vattenregale, varmed allt fiske i älvar och hav var kronofiske eller förlänat vissa höga personer eller fiskarborgare. Bönder kunde dock ha fiskerätt på skärgårdsöar eller i insjöar och träsk, för vilket de fick betala avrad. 
Numera gäller i Sverige dels enskild, dels allmän fiskerätt. Med enskild fiskerätt avses fisket i vatten som tillhör en enskild markägare, där endast den som äger marken har fiskerätten. I allmänt vatten, vatten som staten äger, får dock alla fiska för privat bruk, som fritidsfiske, med handredskap. Vissa allmänningar undantas dock från dessa regler.
Fiskerätten begränsas dock av särskilda regler som gäller vissa sorters fisken. De som fiskar kommersiellt behöver fiskelicens.